# Pascal Chauveau
Pour les articles homonymes, voir Chauveau.
Pascal Chauveau, né le 18 février 1962 à Cherbourg (Cherbourg-Octeville en 2000, puis commune déléguée dans Cherbourg-en-Cotentin depuis 2016), est un artiste peintre, graphiste, designer et dessinateur français.

## Biographie
Pascal Chauveau est né le 18 février 1962 à Cherbourg (Cherbourg-Octeville en 2000, puis commune déléguée dans Cherbourg-en-Cotentin depuis 2016) . Peintre autodidacte, il participe à des expositions collectives depuis 1986, notamment à Paris, où il a présenté des exemples de ses œuvres au Salon d'Automne (1988-1990), au Salon de la Société nationale des beaux-arts (1989 et 1990) et au Salon du dessin et de la peinture à l'eau (1992). Selon le critique d'art André Ruellan, Pascal Chauveau est « imprégné par l'art antique romain et une sensibilité proche du surréalisme ».